# Only You (chanson de Morning Musume)
Pour les articles homonymes, voir Only You.
Singles de Morning Musume
Maji Desu ka Ska!
(2011) Kono Chikyū no Heiwa (...)
(2011)
Only You est le 46e single du groupe Morning Musume, sorti en 2011.

## Présentation
Le single sort le 15 juin 2011 au Japon sur le label Zetima, écrit et produit par Tsunku, deux mois seulement après le précédent single du groupe, Maji Desu ka Ska!. Il atteint la 4e place du classement de l'Oricon ; malgré ce bon classement, c'est l'un des singles les moins vendus du groupe, ne surpassant alors que les ventes de Mikan (puis celles de Pyoco Pyoco Ultra qui sortira sept mois plus tard).
Le single sort également dans trois éditions limitées notées "A", "B", et "C", avec des pochettes différentes, contenant chacune en supplément un DVD différent. Le single sort aussi au format "single V" (DVD) deux semaines plus tard.
C'est le deuxième single avec les quatre membres de la "neuvième génération" arrivée en janvier 2011. La chanson-titre figurera sur l'album 12, Smart qui sortira quatre mois plus tard, ainsi que sur la compilation de fin d'année du Hello! Project Petit Best 12.

## Formation
Membres du groupe créditées sur le single :
- 5e génération : Ai Takahashi, Risa Niigaki
- 6e génération : Sayumi Michishige, Reina Tanaka
- 8e génération : Aika Mitsui
- 9e génération : Mizuki Fukumura, Erina Ikuta, Riho Sayashi, Kanon Suzuki

## Titres
Single CD
1. Only you
2. Yamete Yo! Sinbad (やめてよ! シンドバッド?)
3. Only you (instrumental)

DVD de l'édition limitée "A"
1. Only you (Dance Shot Ver.)

DVD de l'édition limitée "B"
1. Only you (Close-up Ver.)

DVD de l'édition limitée "C"
1. Only you (Another Dance Shot Ver.)

Single V (DVD)
1. Only you
2. Only you (Image Ver.)
3. Making Eizô (メイキング映像?) (making of)